# Шевченко Сергій Валентинович
Сергій Валентинович Шевченко (нар. 5 жовтня 1973) — український волейболіст, Майстер спорту України. Учасник Літніх Паралімпійських ігор 2016 року.
Займається у секції волейболу Київського регіонального центру «Інваспорт».
Посів 4 місце у чемпіонаті Європи (чоловіки) 2015 року у м. Варендорф (Німеччина). 